# Сан-Андрес
Сан-Андре́с (ісп. San Andrés) — місто і порт в Колумбії, на північному сході острова Сан-Андрес в Карибському морі, на березі невеликої бухти. Адміністративний центр інтенденсії Сан-Андрес і Провіденсія.
Населення 50152 осіб (2007; 14,0 тис. в 1973, 33,9 тис. в 1993, 40,9 тис. в 2005, 49,3 тис. в 2006).
З'єднане дорогами з іншими населеним пунктами острова. Забудоване головним чином дерев'яними хижами, деякі з яких на палях. Псевдоготична церква кінця XIX — початку XX ст. Зона безмитної торгівлі.
Місто обслуговується міжнародним аеропортом Густаво Рохас Пінілья (ісп. Gustavo Rojas Pinilla).

## Клімат
Місто знаходиться у зоні, котра характеризується мусонним кліматом. Найтепліший місяць — травень із середньою температурою 28.3 °C (83 °F). Найхолодніший місяць — січень, із середньою температурою 27.2 °С (81 °F).
| Клімат Сан-Андреса      | Клімат Сан-Андреса | Клімат Сан-Андреса | Клімат Сан-Андреса | Клімат Сан-Андреса | Клімат Сан-Андреса | Клімат Сан-Андреса | Клімат Сан-Андреса | Клімат Сан-Андреса | Клімат Сан-Андреса | Клімат Сан-Андреса | Клімат Сан-Андреса | Клімат Сан-Андреса | Клімат Сан-Андреса |
| Показник                | Січ.               | Лют.               | Бер.               | Квіт.              | Трав.              | Черв.              | Лип.               | Серп.              | Вер.               | Жовт.              | Лист.              | Груд.              | Рік                |
| Абсолютний максимум, °C | 45                 | 46                 | 42                 | 42                 | 40                 | 38                 | 38                 | 38                 | 37                 | 37                 | 38                 | 37                 | 46                 |
| Середній максимум, °C   | 28                 | 28                 | 28                 | 28                 | 29                 | 29                 | 28                 | 29                 | 29                 | 29                 | 28                 | 28                 | 28                 |
| Середня температура, °C | 27                 | 27                 | 27                 | 27                 | 28                 | 28                 | 28                 | 28                 | 28                 | 27                 | 27                 | 27                 | 27                 |
| Середній мінімум, °C    | 25                 | 25                 | 25                 | 26                 | 26                 | 26                 | 26                 | 26                 | 26                 | 26                 | 26                 | 26                 | 26                 |
| Абсолютний мінімум, °C  | 12                 | 20                 | 15                 | 22                 | 20                 | 12                 | 15                 | 17                 | 15                 | 17                 | 16                 | 17                 | 12                 |
| Норма опадів, мм        | 90                 | 30                 | 20                 | 30                 | 110                | 220                | 180                | 200                | 200                | 290                | 280                | 170                | 1910               |
| ----------------------- | ------------------ | ------------------ | ------------------ | ------------------ | ------------------ | ------------------ | ------------------ | ------------------ | ------------------ | ------------------ | ------------------ | ------------------ | ------------------ |
| Джерело: Weatherbase    |                    |                    |                    |                    |                    |                    |                    |                    |                    |                    |                    |                    |                    |